# Danske Bank
Danske Bank è una banca danese con sede a Copenaghen;  è la più grande banca in Danimarca e una grande banca al dettaglio nella regione del nord Europa. Il principale azionista è A.P. Moller Holding collegata alla famiglia Maersk.
Dalla metà degli anni '90 ha ampliato le sue operazioni al di fuori del paese. In Norvegia è conosciuta come Fokus Bank e in Svezia con una varietà di marchi, tra cui Östgöta Enskilda Bank. Le ragioni di questa espansione sono radicate nella maggiore deregolamentazione e internazionalizzazione del settore bancario.

## Storia
Fu fondata il 5 ottobre 1871 come Den Danske Landmandsbank, Hypothek- og Vexelbank i Kjøbenhavn ("La Banca danese degli agricoltori, mutui e banca di scambio di Copenaghen"), ed era comunemente conosciuta come Landmandsbanken ("la Banca degli agricoltori"). Nel 1976, la banca cambiò nome in Den Danske Bank ("La Banca Danese"), e l'attuale nome fu adottato nel 2000.
Il Gruppo è stato creato dopo diverse fusioni, la prima nel 1990 con le rivali Handelsbanken (non attualmente affiliata con Handelsbanken) e Provinsbanken. Questa è stata seguita dall'acquisizione di Danica nel 1995 (ribattezzata Danica Pension) nel 1999 e dalla fusione con BG Bank e Realkredit Danmark nel 2001. Nel 2005 ha visto l'acquisto della Northern Bank in Irlanda del Nord e della National Irish Bank nella Repubblica d'Irlanda, della National Australian Bank in Australia, il primo gruppo bancario al dettaglio al di fuori della Scandinavia.
Nel 2006, Danske Bank ha acquistato le attività del gruppo finlandese di servizi finanziari Sampo Group, che comprendeva banche al dettaglio in Finlandia, Lettonia, Lituania ed Estonia, insieme a un'entità aziendale in Russia. Il Gruppo ha anche filiali di servizi alle imprese ad Amburgo, Polonia e Londra, e una grande agenzia di gestione patrimoniale in Lussemburgo.
Danske Bank gestisce tutte le sue operazioni con un'unica piattaforma tecnologica, un vantaggio competitivo in quanto i clienti possono trasferire denaro rapidamente tra più paesi con commissioni e costi minimi.
Danske Bank si è classificata 236ª nell'elenco Fortune Global 500 del 2009, passando dalla sua 238ª posizione nel 2008.
Nel febbraio 2019, in seguito allo scandalo del riciclaggio di denaro nella sua filiale estone, Danske Bank ha deciso di cessare tutte le sue attività bancarie nei paesi baltici e in Russia.

## Controversie

### Scandalo del riciclaggio di denaro
Le autorità di Danimarca, Estonia, Francia e Regno Unito hanno avviato indagini relative al riciclaggio di denaro su larga scala attraverso la Danske Bank. Nel 2018, la banca ha anche dovuto affrontare un'indagine penale da parte del Dipartimento di Giustizia degli Stati Uniti sulla vicenda che ha visto fluire 200 miliardi di euro di denaro non residente attraverso la sua filiale in Estonia, che era sotto la supervisione dell'Autorità di vigilanza finanziaria della Danimarca (a causa all'ubicazione della sede centrale) e all'Autorità di vigilanza finanziaria dell'Estonia (a causa dell'ubicazione della filiale). I pubblici ministeri danesi hanno presentato quattro accuse preliminari nel novembre 2018. In seguito allo scandalo del riciclaggio di denaro, la Danske Bank è stata nominata l'attore più corrotto del 2018 dall'Organized Crime and Corruption Reporting Project. Una donna danese è stata detenuta in custodia in relazione allo scandalo nel dicembre 2021. Nel dicembre 2022, la Danske Bank si è dichiarata colpevole e ha accettato una multa di 2 miliardi di dollari in un caso del Dipartimento di Giustizia degli Stati Uniti.

## Operazioni locali
Il gruppo Danske Bank gestisce una serie di banche locali nella regione nordica, in Irlanda del Nord e nella Repubblica d'Irlanda. Ecco i paesi in cui Danske Bank ha operazioni commerciali:
 Danske Bank
- Filiali: 592
- Dipendenti: 14.000
- Clienti: ?
- Posizione di mercato: 1
- Quota di mercato: 50.1%

 Fokus Bank
- Filiali:  55
- Dipendenti: 1100
- Clienti: 225.000
- Posizione di mercato: 4
- Quota di mercato: 5% (vendibile) 8% (aziendale)

 Östgöta Enskilda Bank
Commecia come:
- Östgöta Enskilda Bank
- Bohusbanken
- Gävleborgs Provinsbank
- Hallands Provinsbank
- Närkes Provinsbank
- Skånes Provinsbank
- Smålandsbanken
- Sundsvallsbanken
- Sörmlands Provinsbank
- Upplandsbanken
- Värmlands Provinsbank
- Västmanlands Provinsbank
- Älvsborgs Provinsbank
- Filiali:  58
- Dipendenti: 1200
- Clienti: ?
- Posizione di mercato: 5
- Quota di mercato: 7%

 Sampo Bank
- Filiali:  125
- Dipendenti: 3475
- Clienti: 1,2 millones
- Posizione di mercato: 3 privati- & 2 clienti aziendali
- Quota di mercato: 15% privati - & 20% clienti aziendali

 Sampo Bank
- Filiali:  17
- Dipendenti: 593
- Clienti: 141.000
- Posizione di mercato: 3
- Quota di mercato: 9%

 Danske Banka
- Filiali:  4
- Dipendenti: 120
- Clienti: 5.600
- Posizione di mercato: 14
- Quota di mercato: N/A

 Danske Bankas
- Filiali:  17
- Dipendenti: 433
- Clienti: 85.560
- Posizione di mercato: 4
- Quota di mercato: 7.1%

 National Irish Bank
- Filiali:  59
- Dipendenti: 720
- Clienti: 167.000
- Posizione di mercato: 5
- Quota di mercato: 4%

 Northern Bank
- Filiali:  95
- Dipendenti: 1845
- Clienti: 415.000
- Posizione di mercato: 1-2 (in Irlanda del Nord)
- Quota di mercato: 20% (in Irlanda del Nord)